# 카스틸리오네토리네세
카스틸리오네토리네세(이탈리아어: Castiglione Torinese)는 이탈리아 피에몬테주의 토리노 광역시에 있는 코무네로, 토리노에서 북동쪽으로 약 11km(7mi) 정도 떨어져 있다.
카스틸리오네토리네세는 세티모토리네세, 가시노토리네세, 산마우로토리네세, 발디세로토리네세, 파바롤로와 접해 있다.